# Avándaro
Avándaro, también conocido como Tenantongo, es un asentamiento turístico del Estado de México en México. Está a 5 kilómetros de Valle de Bravo, la cabecera municipal y, al igual que este pueblo, está a las orillas del Lago Avándaro. Consiste principalmente de residencias particulares en un desarrollo que incluye al Club de Golf Avándaro, aunque también tiene un mercado popular varios días de la semana, restaurantes y la renta de caballos para paseos turísticos.

## Festival de rock
Avándaro fue también sede del evento histórico de música rock conocido como Festival de Rock y Ruedas en 1971, al que se ha considerado un Woodstock mexicano, y del cual participaron grupos como Three Souls in my Mind, Tequila, Peace and Love, Los Dug Dug's, Love Army, Epílogo, La Tinta Blanca, Los Yaki, Mayita Campos, El Ritual, entre otros.